# Esplantas-Vazeilles
Esplantas-Vazeilles es una comuna nueva francesa situada en el departamento de Alto Loira, de la región de Auvernia-Ródano-Alpes.

## Historia
Fue creada el 1 de enero de 2016, en aplicación de una resolución del prefecto de Alto Loira de 18 de diciembre de 2015 con la unión de las comunas de Esplantas y Vazeilles-près-Saugues, pasando a estar el ayuntamiento en la antigua comuna de Esplantas.

## Demografía
| Gráfica de evolución demográfica de Esplantas-Vazeilles entre 1800 y 2013 |
|                                                                           |

Los datos entre 1800 y 2013 son el resultado de sumar los parciales de las dos comunas que forman la nueva comuna de Esplantas-Vazeilles, cuyos datos se han cogido de 1800 a 1999, para las comunas de Esplantas y Vazeilles-près-Saugues de la página francesa EHESS/Cassini. Los demás datos se han cogido de la página del INSEE.

## Composición
| Comuna delegada        | Código INSEE | Población (2013) | Superficie (km²) | Densidad (hab./km²) |
| ---------------------- | ------------ | ---------------- | ---------------- | ------------------- |
| Esplantas              | 43090        | 98               | 10.40            | 9                   |
| Vazeilles-près-Saugues | 43255        | 39               | 6.73             | 6                   |